# Дерфлес-Есбах
Дерфлес-Есбах (њем. Dörfles-Esbach) општина је у њемачкој савезној држави Баварска. Једно је од 17 општинских средишта округа Кобург. Према процјени из 2010. у општини је живјело 3.742 становника. Посједује регионалну шифру (AGS) 9473120.

## Географски и демографски подаци
Дерфлес-Есбах се налази у савезној држави Баварска у округу Кобург. Општина се налази на надморској висини од 306 метара. Површина општине износи 3,8 km². У самом мјесту је, према процјени из 2010. године, живјело 3.742 становника. Просјечна густина становништва износи 977 становника/km².